# Tycherus verecundus
Tycherus verecundus är en stekelart som beskrevs av Ranin 1983. Tycherus verecundus ingår i släktet Tycherus och familjen brokparasitsteklar. Inga underarter finns listade i Catalogue of Life.